# Brodaczek tęczowy
Brodaczek tęczowy (Chalcostigma herrani) – gatunek małego ptaka z rodziny kolibrowatych (Trochilidae). Występuje w Andach w północno-zachodniej części Ameryki Południowej, głównie w Ekwadorze i Kolumbii. W Czerwonej księdze gatunków zagrożonych IUCN klasyfikowany jest jako gatunek najmniejszej troski (LC, ang. Least Concern).

## Systematyka
Gatunek ten po raz pierwszy zgodnie z zasadami nazewnictwa binominalnego opisali francuscy ornitolodzy Adolphe Delattre & Jules Bourcier w 1846 roku na łamach „Revue Zoologique, par la Société Cuvierienne”. Autorzy nadali gatunkowi nazwę Trochilus Herrani, a jako miejsce typowe podali Pasto w Kolumbii. 
Obecnie wyróżnia się dwa podgatunki Chalcostigma herrani:
- C. h. tolimae Kleinschmidt, 1927
- C. h. herrani 	(Delattre & Bourcier, 1846).

### Etymologia
- Chalcostigma: gr. χαλκος khalkos „brąz, miedź”; στιγμα stigma, στιγματος stigmatos „znak”, od στιζω stizō „tatuować”[11].
- herrani: na cześć Pedro Alcántary Herrána (1800–1872), kolumbijskiego męża stanu i prezydenta Republiki Nowej Grenady[12].

## Morfologia
Mały koliber o krótkim i prostym czarnym dziobie. Nogi i stopy czarne. Występuje niewielki dymorfizm płciowy. Samiec podgatunku nominatywnego jest dosyć ciemny, butelkowozielony. Na głowie ma wyraźną rudą lub płową czapeczkę. Kuper i górna część ogona miedzianoczerwone. Na podgardlu i gardle wąski, wyraźny, niebieskozielony opalizujący śliniak, który w dolnej części przechodzi w jaskrawe wydłużenie (brodę) od złotego do ognistoczerwonego. Ogon rozwidlony niebiesko-czarny z szerokimi białymi końcówkami sterówek. Samica podobna do samca, ale śliniak jest albo mniejszy, albo nie występuje w ogóle. Młode osobniki są podobne do samic, a młode samce mają jednolicie ciemne gardło. Długość ciała około 10–12 cm, masa ciała: samiec 5,7–7,9 g, samica 5,1–6,5 g.

## Zasięg występowania
Zasięg występowania (EOO, Extent of Occurrence) według szacunków organizacji BirdLife International obejmuje około 130 tys. km². Gatunek ten występuje głównie w zakresie wysokości od 2700 do 4000 m n.p.m. Poszczególne podgatunki zamieszkują:
- C. h. tolimae – okolice wulkanu Nevado del Tolima w departamencie Tolima (zachodnia Kolumbia),
- C. h. herrani – zachodnie Andy w południowej Kolumbii, oba stoki Andów w Ekwadorze do najbardziej na północ wysuniętych części Peru (regiony Piura i Cajamarca)[6][13].

## Ekologia i zachowanie
Jego głównym habitatem są zbocza porośnięte paprociami, krzewami, bromeliami na półsuchych i wilgotnych formacjach roślinnych paramo oraz na obrzeżach lasów Polylepis i innych lasów karłowatych. Dieta tego gatunku składa się głównie z nektaru. Zjada także drobne stawonogi. Długość pokolenia jest określana na 2,43 roku.

### Rozmnażanie
Nie ma wielu informacji o rozmnażaniu tego gatunku.

## Status
W Czerwonej księdze gatunków zagrożonych IUCN brodaczek tęczowy jest klasyfikowany jako gatunek najmniejszej troski (LC, ang. Least Concern). Liczebność populacji nie jest oszacowana, gatunek ten jest jednak opisywany jako rzadki. Trend liczebności populacji uznawany jest za spadkowy.
BirdLife International wymienia 18 ostoi ptaków IBA, w których gatunek ten występuje – 7 w Kolumbii (m.in. Park Narodowy Puracé, Cuenca del Río Toche), 9 w Ekwadorze (m.in. Park Narodowy Podocarpus, Park Narodowy Llanganates, Park Narodowy Sangay, Park Narodowy Cayambe-Coca) i 2 w Peru (Cerro Chinguela).